# Llista d'asteroides/151201-151300
| Nom      | Designació provisional | Data de descobriment   | Lloc de descobriment | Descobridor/s                |
| -------- | ---------------------- | ---------------------- | -------------------- | ---------------------------- |
| 151201 - | 2001 YT18              | 17 de desembre de 2001 | Socorro              | LINEAR                       |
| 151202 - | 2001 YB23              | 18 de desembre de 2001 | Socorro              | LINEAR                       |
| 151203 - | 2001 YV26              | 18 de desembre de 2001 | Socorro              | LINEAR                       |
| 151204 - | 2001 YV29              | 18 de desembre de 2001 | Socorro              | LINEAR                       |
| 151205 - | 2001 YQ31              | 18 de desembre de 2001 | Socorro              | LINEAR                       |
| 151206 - | 2001 YY33              | 18 de desembre de 2001 | Socorro              | LINEAR                       |
| 151207 - | 2001 YS36              | 18 de desembre de 2001 | Socorro              | LINEAR                       |
| 151208 - | 2001 YK37              | 18 de desembre de 2001 | Socorro              | LINEAR                       |
| 151209 - | 2001 YP41              | 18 de desembre de 2001 | Socorro              | LINEAR                       |
| 151210 - | 2001 YK43              | 18 de desembre de 2001 | Socorro              | LINEAR                       |
| 151211 - | 2001 YX45              | 18 de desembre de 2001 | Socorro              | LINEAR                       |
| 151212 - | 2001 YD52              | 18 de desembre de 2001 | Socorro              | LINEAR                       |
| 151213 - | 2001 YQ52              | 18 de desembre de 2001 | Socorro              | LINEAR                       |
| 151214 - | 2001 YU52              | 18 de desembre de 2001 | Socorro              | LINEAR                       |
| 151215 - | 2001 YA53              | 18 de desembre de 2001 | Socorro              | LINEAR                       |
| 151216 - | 2001 YW57              | 18 de desembre de 2001 | Socorro              | LINEAR                       |
| 151217 - | 2001 YH61              | 18 de desembre de 2001 | Socorro              | LINEAR                       |
| 151218 - | 2001 YY65              | 18 de desembre de 2001 | Socorro              | LINEAR                       |
| 151219 - | 2001 YA66              | 18 de desembre de 2001 | Socorro              | LINEAR                       |
| 151220 - | 2001 YU68              | 18 de desembre de 2001 | Socorro              | LINEAR                       |
| 151221 - | 2001 YS76              | 18 de desembre de 2001 | Socorro              | LINEAR                       |
| 151222 - | 2001 YJ91              | 17 de desembre de 2001 | Palomar              | NEAT                         |
| 151223 - | 2001 YB96              | 18 de desembre de 2001 | Palomar              | NEAT                         |
| 151224 - | 2001 YL96              | 18 de desembre de 2001 | Palomar              | NEAT                         |
| 151225 - | 2001 YM99              | 17 de desembre de 2001 | Socorro              | LINEAR                       |
| 151226 - | 2001 YB102             | 17 de desembre de 2001 | Socorro              | LINEAR                       |
| 151227 - | 2001 YR103             | 17 de desembre de 2001 | Socorro              | LINEAR                       |
| 151228 - | 2001 YN106             | 17 de desembre de 2001 | Socorro              | LINEAR                       |
| 151229 - | 2001 YB109             | 18 de desembre de 2001 | Socorro              | LINEAR                       |
| 151230 - | 2001 YG114             | 18 de desembre de 2001 | Palomar              | NEAT                         |
| 151231 - | 2001 YT114             | 19 de desembre de 2001 | Palomar              | NEAT                         |
| 151232 - | 2001 YM116             | 18 de desembre de 2001 | Socorro              | LINEAR                       |
| 151233 - | 2001 YT122             | 17 de desembre de 2001 | Socorro              | LINEAR                       |
| 151234 - | 2001 YX122             | 17 de desembre de 2001 | Socorro              | LINEAR                       |
| 151235 - | 2001 YG124             | 17 de desembre de 2001 | Socorro              | LINEAR                       |
| 151236 - | 2001 YS128             | 17 de desembre de 2001 | Socorro              | LINEAR                       |
| 151237 - | 2001 YR145             | 17 de desembre de 2001 | Socorro              | LINEAR                       |
| 151238 - | 2001 YA153             | 19 de desembre de 2001 | Anderson Mesa        | LONEOS                       |
| 151239 - | 2001 YR155             | 20 de desembre de 2001 | Palomar              | NEAT                         |
| 151240 - | 2001 YL157             | 19 de desembre de 2001 | Anderson Mesa        | LONEOS                       |
| 151241 - | 2002 AE                | 4 de gener de 2002     | Kleť                 | Kleť                         |
| 151242 - | 2002 AH11              | 11 de gener de 2002    | Piszkéstető          | Piszkéstető                  |
| 151243 - | 2002 AC20              | 5 de gener de 2002     | Haleakala            | NEAT                         |
| 151244 - | 2002 AU23              | 6 de gener de 2002     | Palomar              | NEAT                         |
| 151245 - | 2002 AJ24              | 8 de gener de 2002     | Palomar              | NEAT                         |
| 151246 - | 2002 AK24              | 8 de gener de 2002     | Palomar              | NEAT                         |
| 151247 - | 2002 AX24              | 8 de gener de 2002     | Palomar              | NEAT                         |
| 151248 - | 2002 AA26              | 8 de gener de 2002     | Kitt Peak            | Spacewatch                   |
| 151249 - | 2002 AX30              | 9 de gener de 2002     | Socorro              | LINEAR                       |
| 151250 - | 2002 AN38              | 9 de gener de 2002     | Socorro              | LINEAR                       |
| 151251 - | 2002 AE41              | 9 de gener de 2002     | Socorro              | LINEAR                       |
| 151252 - | 2002 AJ47              | 9 de gener de 2002     | Socorro              | LINEAR                       |
| 151253 - | 2002 AS51              | 9 de gener de 2002     | Socorro              | LINEAR                       |
| 151254 - | 2002 AG55              | 9 de gener de 2002     | Socorro              | LINEAR                       |
| 151255 - | 2002 AK55              | 9 de gener de 2002     | Socorro              | LINEAR                       |
| 151256 - | 2002 AT57              | 9 de gener de 2002     | Socorro              | LINEAR                       |
| 151257 - | 2002 AT59              | 9 de gener de 2002     | Socorro              | LINEAR                       |
| 151258 - | 2002 AT65              | 12 de gener de 2002    | Socorro              | LINEAR                       |
| 151259 - | 2002 AR69              | 8 de gener de 2002     | Socorro              | LINEAR                       |
| 151260 - | 2002 AR79              | 8 de gener de 2002     | Socorro              | LINEAR                       |
| 151261 - | 2002 AT84              | 9 de gener de 2002     | Socorro              | LINEAR                       |
| 151262 - | 2002 AO88              | 9 de gener de 2002     | Socorro              | LINEAR                       |
| 151263 - | 2002 AX95              | 8 de gener de 2002     | Socorro              | LINEAR                       |
| 151264 - | 2002 AT101             | 8 de gener de 2002     | Socorro              | LINEAR                       |
| 151265 - | 2002 AO114             | 9 de gener de 2002     | Socorro              | LINEAR                       |
| 151266 - | 2002 AZ119             | 9 de gener de 2002     | Socorro              | LINEAR                       |
| 151267 - | 2002 AY124             | 11 de gener de 2002    | Socorro              | LINEAR                       |
| 151268 - | 2002 AJ133             | 8 de gener de 2002     | Socorro              | LINEAR                       |
| 151269 - | 2002 AX138             | 9 de gener de 2002     | Socorro              | LINEAR                       |
| 151270 - | 2002 AF140             | 13 de gener de 2002    | Socorro              | LINEAR                       |
| 151271 - | 2002 AO146             | 13 de gener de 2002    | Socorro              | LINEAR                       |
| 151272 - | 2002 AG147             | 14 de gener de 2002    | Socorro              | LINEAR                       |
| 151273 - | 2002 AF149             | 14 de gener de 2002    | Socorro              | LINEAR                       |
| 151274 - | 2002 AE159             | 13 de gener de 2002    | Socorro              | LINEAR                       |
| 151275 - | 2002 AH181             | 5 de gener de 2002     | Palomar              | NEAT                         |
| 151276 - | 2002 AD182             | 5 de gener de 2002     | Palomar              | NEAT                         |
| 151277 - | 2002 AM182             | 5 de gener de 2002     | Palomar              | NEAT                         |
| 151278 - | 2002 AK183             | 6 de gener de 2002     | Anderson Mesa        | LONEOS                       |
| 151279 - | 2002 AY184             | 8 de gener de 2002     | Palomar              | NEAT                         |
| 151280 - | 2002 AM188             | 10 de gener de 2002    | Campo Imperatore     | CINEOS                       |
| 151281 - | 2002 AK193             | 12 de gener de 2002    | Kitt Peak            | Spacewatch                   |
| 151282 - | 2002 AV195             | 13 de gener de 2002    | Kitt Peak            | Spacewatch                   |
| 151283 - | 2002 AM202             | 13 de gener de 2002    | Socorro              | LINEAR                       |
| 151284 - | 2002 AK203             | 7 de gener de 2002     | Kitt Peak            | Spacewatch                   |
| 151285 - | 2002 AQ208             | 5 de gener de 2002     | Kitt Peak            | Spacewatch                   |
| 151286 - | 2002 BJ14              | 19 de gener de 2002    | Socorro              | LINEAR                       |
| 151287 - | 2002 BQ22              | 23 de gener de 2002    | Socorro              | LINEAR                       |
| 151288 - | 2002 BV24              | 23 de gener de 2002    | Socorro              | LINEAR                       |
| 151289 - | 2002 BW31              | 18 de gener de 2002    | Palomar              | NEAT                         |
| 151290 - | 2002 CO7               | 6 de febrer de 2002    | Desert Eagle         | W. K. Y. Yeung               |
| 151291 - | 2002 CV10              | 6 de febrer de 2002    | Socorro              | LINEAR                       |
| 151292 - | 2002 CD13              | 8 de febrer de 2002    | Fountain Hills       | C. W. Juels, P. R. Holvorcem |
| 151293 - | 2002 CN26              | 6 de febrer de 2002    | Socorro              | LINEAR                       |
| 151294 - | 2002 CV27              | 6 de febrer de 2002    | Socorro              | LINEAR                       |
| 151295 - | 2002 CY33              | 6 de febrer de 2002    | Socorro              | LINEAR                       |
| 151296 - | 2002 CQ46              | 12 de febrer de 2002   | Cordell-Lorenz       | D. T. Durig                  |
| 151297 - | 2002 CE52              | 12 de febrer de 2002   | Desert Eagle         | W. K. Y. Yeung               |
| 151298 - | 2002 CD67              | 7 de febrer de 2002    | Socorro              | LINEAR                       |
| 151299 - | 2002 CV77              | 7 de febrer de 2002    | Socorro              | LINEAR                       |
| 151300 - | 2002 CL81              | 7 de febrer de 2002    | Socorro              | LINEAR                       |